# ミューサタ
『かわいい音楽番組 ミューサタ』（かわいいおんがくばんぐみ ミューサタ）は、フジテレビほかで2009年4月から2017年10月1日まで放送されていた、音楽バラエティ番組である。

## 番組概要
- MCはフジテレビアナウンサーの久代萌美、月替わりで邦楽アーティストをゲストに迎えて、楽しいトークを繰り広げる。その他、以下に示す番組コーナーの紹介を、フジテレビアナウンサーの山中章子のナレーションとともに行う。
- フジテレビでの放送時間は、番組開始当初は毎週土曜日27:05 - 28:55（JST）の中の15分間となっていた。同時間帯はゴールデンタイム番組の延長繰下げ対応の他、スポーツ中継等の特別編成の優先等により、基本的な固定放送時間は設定されていなかった。同時間帯内での放送が不可能な場合は、その週の放送は基本的に休止となっていた。
- 2010年8月7日の深夜においても、「バレーボールワールドグランプリ女子、日本vsブラジル」を放送のため、当初は放送休止の予定だった。ところが数日前に急遽、29:00 - 29:15での放送が決まり、その決定時間で放送された。
- その後、2010年10月の改編後より毎週金曜日27:35 - 29:00（JST）の中の15分間、2011年4月の改編後より毎週金曜日28:05 - 28:20（JST）となった。上述のような、特別編成の優先等による対応は変わっていない。
- 2013年9月27日放送の「秋の拡大版スペシャル」を以て初代MCの松尾翠が寿退社の為降板。同年10月11日より2代目MCとして久代萌美が就任する。
- 2015年4月4日放送の「60分拡大版 春のスペシャル」よりナレーション担当に山中章子が就任。
- 2015年10月31日放送分で放送回数300回を迎えた[1]。
- 現在では後身番組として「Tune」を放送。

## 出演者
いずれもフジテレビアナウンサー。
- メインMC：久代萌美
- ナレーション：山中章子
  - 2016年5月放送分は春日由実アナウンサー、2016年9月24日放送分は中村仁美アナウンサーが代打を務めた。

### 過去の出演者
- 松尾翠（メインMC、2009年 - 2013年9月27日）
- 立本信吾（ナレーション、2009年 - 2014年3月28日）

## 番組コーナー
- マンスリートークアーティスト
- ミューサタトピックス
  - 番組が注目しているアーティストのインタビューを紹介するコーナー。
- 今週のゲキ押し!
  - 注目の最新ミュージックビデオを紹介するコーナー。
- バリ押し!ニューカマー
  - さまざまなジャンルの新人アーティストをライブ映像と共に紹介するコーナー。
- MORE PUSH!

### 過去のニューカマー
- ソウルジャンクションズ
- RESPECT
- DEATHSTAR
- Drop
- Local Sound Style

### 過去のインタビュー出演者
- 斉藤和義（-2009年6月）
- ROCK'A'TRENCH（2009年6月-7月）
- トータス松本（2009年7月-8月）
- さだまさし（2009年8月-9月）
- アイドリング!!!（2009年9月-11月、2015年3月）
- 腐男塾（2009年11月-、2014年12月）
- THE ポッシボー（2014年11月）
- 大原櫻子（2014年12月）
- どる☆NEO（2015年1月）
- アンジュルム（2015年1月-2月）
- ℃-ute（2015年10月）
- KANA-BOON（2015年11月）
- シナリオアート（2015年11月）
- GENERATIONS from EXILE TRIBE（2016年3月）
- mayo（2016年4月）
- 夏の魔物（2016年4月）
- Czecho No Republic（2016年5月）

## ネット局と放送時間
| 放送地域   | 放送局           | 放送日時                     | 遅れ日数 | 備考                |
| ---------- | ---------------- | ---------------------------- | -------- | ------------------- |
| 関東広域圏 | フジテレビ (CX)  | 日曜 3:50 - 4:05（土曜深夜） | 制作局   |                     |
| 長野県     | 長野放送 (NBS)   | 日曜 2:25 - 2:40 (土曜深夜)  | 29日遅れ |                     |
| 熊本県     | テレビ熊本 (TKU) | 日曜 2:55 - 3:10（土曜深夜） | 14日遅れ | 2014年10月4日開始。 |
| 沖縄県     | 沖縄テレビ (OTV) | 日曜 1:55 - 2:10（土曜深夜） | 29日遅れ | 2015年10月3日開始。 |

### 過去のネット局
| 放送地域 | 放送局                 | 放送日時                     | 遅れ日数 | 備考                            |
| -------- | ---------------------- | ---------------------------- | -------- | ------------------------------- |
| 北海道   | 北海道文化放送 (UHB)   | 土曜 2:45 - 3:00（金曜深夜） | 7日遅れ  | 2014年4月4日をもって打ち切り。  |
| 山形県   | さくらんぼテレビ (SAY) | 土曜 11:30 - 11:45           | 8日遅れ  | 打ち切り日不明                  |
| 福島県   | 福島テレビ (FTV)       | 日曜 6:45 - 7:00             | 9日遅れ  | 2014年3月30日をもって打ち切り。 |
| 鹿児島県 | 鹿児島テレビ (KTS)     | 金曜 2:30 - 2:45（木曜深夜） | 6日遅れ  | 2013年4月11日をもって打ち切り。 |

## スタッフ
- 構成：小室浩之
- 編成：原大輔→河端由梨子
- ディレクター：坂田祐三（FUJIPACIFIC MUSIC）
- プロデューサー：瀧川剛史（FUJIPACIFIC MUSIC）
- 制作協力：FUJIPACIFIC MUSIC
- 製作著作：フジテレビ